# Giuseppe Vicentini
Giuseppe Vicentini (Ala, 2 novembre 1860 – Ala, 15 novembre 1944) è stato un fisico e sismologo italiano.
Docente all'Università di Padova dal 1894 al 1931, compì studi di sismologia, sulla ionizzazione dei gas, sui raggi X e sulle radiazioni naturali. A lui si deve il microsismografo Vicentini.

## Biografia
Nato nel 1860 ad Ala nel Trentino, studiò all'Università di Padova, laureandosi in fisica nel 1882. Fu assunto come assistente presso l'Istituto tecnico di Torino nel 1882-1883 per passare all'Università torinese l'anno successivo. Fu assunto nel 1885 come professore di fisica sperimentale e direttore del gabinetto di fisica a Cagliari. Con gli stessi incarichi - a cui si sommò quello di direttore dell'osservatorio meteorologico e geodinamico - si trasferì nel 1894 a Siena, quindi a Padova, dove fondò l'osservatorio geodinamico nel 1895. Preside della facoltà di farmacia dal 1903 al 1906, fu docente del corso magistrale di fisica e del corso speciale di fisica per gli studenti di medicina e farmacia fino al 1920. Nel 1931 per questioni di salute andò in pensione.
Fu presidente dell'Accademia patavina di scienze, lettere ed arti dal 1906 al 1919.
Fu socio corrispondente dell'Accademia dei Lincei dal 1935.

## Opere
- Fenomeni sismici osservati a Padova dal Febbraio al Settembre 1895 col microsismografo a due componenti, Padova, Stab. Tip. Prosperini, 1896.
- Il pendolo registratore dei movimenti dell'Aguglia Maggiore del Duomo di Milano, Milano, U. Hoepli, 1906.
- Lezioni di fisica sperimentale, Padova, Litografia Parisotto, [1919].
- Lezioni di fisica sperimentale, Padova,  Litografia Giovanni Parisotto, 1924.
- Corso di fisica sperimentale : Magnetismo ed elettricità, Padova, Litografia G. Parisotto, 1925.
- Corso di fisica sperimentale : [ottica], Padova, Lit. G. Parisotto, [1926].
- Lezioni di fisica sperimentale : Meccanica, Padova, Lit. G. Parisotto, 1928.
- Lezioni di fisica sperimentale, Padova, Lit. G. Parisotto, 1929.
- Lezioni di fisica sperimentale : Ottica, Padova, G. Parisotto, 1929.
- Lezioni di fisica sperimentale, Padova, G. Parisotto, 1929.